# Maria Rúbies i Garrofé
Maria Rúbies i Garrofé (Camarasa, 21 de novembre del 1932 - Lleida, 14 de gener del 1993) fou una professora catedràtica de matemàtiques i política, primera senadora catalana elegida al Senat.

## Biografia
Durant la Guerra Civil espanyola el seu pare es va haver de refugiar a l'Estat francès, mentrestant la resta de la família vivia en un petit poble del Pirineu català proper a la frontera. Després de la guerra es va instal·lar a Os de Balaguer i després a Lleida. Estudià el batxillerat a Lleida i el 1957 es llicencià en Matemàtiques a la Universitat de Barcelona l'any 1957. Des dels seus inicis com a docent fins a la seva mort l'any 1993, va ser una dona compromesa amb l'educació i la reconstrucció del seu país. Es va entregar a la renovació pedagògica i organitzativa de l'escola i va portar les seves inquietuds a les institucions que podien promoure un canvi en l'educació.
Fou professora d'institut a la Seu d'Urgell (l'actual IES Joan Brudieu) el curs escolar 1962-1963, on exercí el càrrec de cap d'estudis. De 1967 a 1977 treballà a l'Escola Normal de Mestres de la Universitat Autònoma de Barcelona i impulsà l'Escola Espiga de Lleida (1967), de caràcter catalanista i aconfessional. El 1973 fou catedràtica de Matemàtiques a l'Escola Universitària de Lleida. Amb Jaume Miret fou un dels puntals en la renovació pedagògica a les comarques de Ponent. Considerada una pionera en l'ensenyament de la matemàtica moderna, col·laborà a les escoles d'estiu i fundà el Consell Català d'Ensenyament. Fou membre d'Òmnium Cultural, Creu Roja, l'Associació de Mestres Rosa Sensat i de la Fundació Artur Martorell.
A les eleccions generals espanyoles de 1977 fou senadora per la circumscripció de Lleida amb la llista Entesa dels Catalans. A les eleccions generals espanyoles de 1979 va obtenir un escó de diputada a Corts Generals per la circumscripció de Lleida per Convergència Democràtica de Catalunya (CDC). El 1980 va participar en els debats parlamentaris de la Llei Orgànica dels Estatuts dels Centres Escolars, que establia la participació dels pares, mestres i alumnes als centres educatius.
Quan CDC formà la coalició Convergència i Unió (CiU), fou novament diputada a les eleccions generals espanyoles de 1982, i a les eleccions al Parlament de Catalunya de 1984 va obtenir un escó al Parlament de Catalunya. A les eleccions municipals de 1984 fou elegida regidora a la Paeria de Lleida. L'any 1986 fou nomenada primera presidenta del Consell Escolar de Catalunya. L'any 1988 abandonà la militància política, fet que li va permetre dedicar-se més plenament a l'educació assumint noves responsabilitats en organismes i institucions educatives i com a docent a l'Escola de Formació del Professorat de la Universitat de Lleida. Fou nomenada membre de la Comissió Gestora de la Universitat de Lleida l'any 1992, i el gener de 1993 va morir després d'una llarga malaltia.

## Reconeixement i memòria
Diversos centres educatius porten el seu nomː l'Institut d'Ensenyament Secundari Maria Rúbies, al barri de la Bordeta de Lleida, i el Centre de Formació d'Adults Maria Rúbies, del Raval de Barcelona.

## Obres
- Fem matemàtica (1974-1980), una sèrie de llibres per a estudiants d'EGB